# Arrowhead Stadium
Arrowhead Stadium är en arena i Kansas City i Missouri i USA. Den är NFL-klubben Kansas City Chiefs hemmaarena och en del av Truman Sports Complex tillsammans med Kauffman Stadium. Arenan invigdes den 12 augusti 1972 och har efter en renovering 2007–2010 en kapacitet på 76 416 åskådare. Spelfältet kallas Geha Field efter ett avtal 2021.